# Reformierte Kirche Teufen

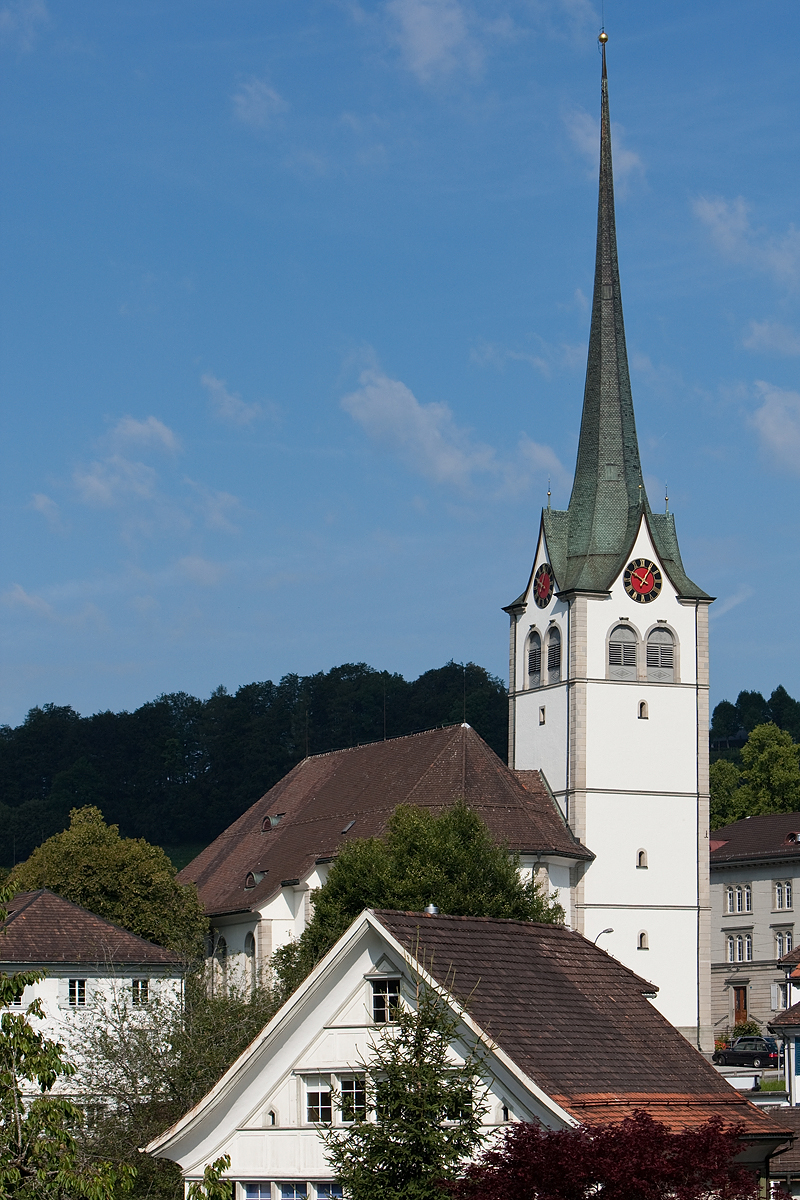
Grubenmann-Kirche Teufen

Die reformierte Kirche in Teufen AR ist ein barockes Kirchengebäude von Hans Ulrich Grubenmann.

## Geschichte
Eine erste Kirche erhielt das Dorf 1479. 1774 wurde dem damals bereits berühmten einheimischen Baumeister Hans Ulrich Grubenmann der Auftrag für einen Neubau erteilt. 1776 bis 1779 wurde das Projekt realisiert. Neben der Kirche Wädenswil und der Kirche Trogen gehört der monumentale Bau zu den Hauptwerken Grubenmanns.

## Äusseres
Das Gebäude verfügt über ein breites Kirchenschiff und einen eingezogenen polygonalen Chorabschluss. An den Nord- und Westfassaden wurden ebenerdige Galerien angefügt. Nordseitig schliesst ein mächtiger 65 Meter hoher Turm mit verhältnismässig filigranem Spitzhelm an. Er enthält ein fünfstimmiges verhältnismässig tontiefes Glockengeläut, das 1872 von Jakob II. Keller aus Zürich-Unterstrass gegossen wurde.
| Glocke | Name         | Gewicht | Schlagton |
| ------ | ------------ | ------- | --------- |
| 1      | Männerglocke | 5623 kg | d°        |
| 2      | Frauenglocke | 2838 kg | h°        |
| 3      | Vesperglocke | 1634 kg | d′        |
| 4      | Bubenglocke  | 0655 kg | g′        |
| 5      | Kindliglocke | 0340 kg | h′        |

## Inneres
Das breite Schiff wird von einem Korbbogengewölbe überspannt. Grubenmanns Dachkonstruktion beruht, wie bei sämtlichen Bauten von ihm, auf einer ausgefeilten Brückenbautechnik, die es ihm ermöglicht, grosse Räume ohne Stützen zu überspannen. Decke und Stichkappen sind mit leicht wirkenden Rokoko-Stuckaturen ausgestattet, die vermutlich von Peter Anton Moosbrugger stammen. Die bemalte hölzerne Kanzel befindet sich auf der Südseite des Chorbogens.
Der Innenraum wird durch hohe Rundbogenfenster mit Licht durchflutet. Zwei Rokoko-Oberlichter beleuchten die Empore an der Westseite. Dort befindet sich eine Orgel von Metzler Orgelbau aus dem Jahre 1960. Sie hat 34 Register auf drei Manualen und Pedal.